# EMate

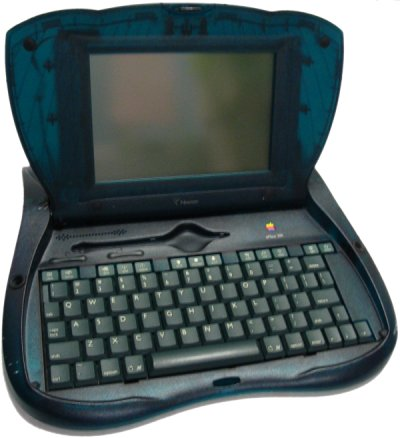
Apple Newton eMate 300 ouvert.

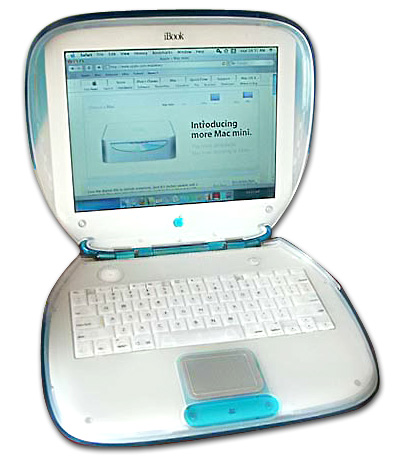
Le design de l'iBook était similaire à celui de l'eMate 300.

Le eMate 300 était dérivé des Apple Newton, et avait offert aux écoles en 1997 une solution économique et durable d'ordinateur portable dans les salles de classe (799 $ US, vendu seulement au marché de l'éducation). Le eMate avait une définition de 480×320 et 16 niveaux de gris, un stylet, un clavier complet, une interface infrarouge (IrDA et Sharp ASK), une prise série RS422 (compatible LocalTalk) en Mini DIN et une prise série propriétaire. Les batteries rechargeables intégrées lui permettaient jusqu'à 28 heures d'autonomie. 

## Caractéristiques
| Date d'introduction : | 7 mars 1997       | Date d'arrêt :          | 27 février 1998 |
| Type de processeur :  | ARM 710a          | Vitesse du processeur : | 25 MHz          |
| Taille de la ROM :    | 8 Mo              | Bus de données :        | N/A             |
| Type de mémoire RAM : | Intégrée          | Type de VRAM :          | Intégrée        |
| Standard RAM :        | 3 Mo              | Maximum de RAM :        | 3 Mo            |
| Type de batteries :   | 4 piles AA/NiMH   | Autonomie :             | 28 heures       |
| Prix original :       | $800 US           | OS :                    | Newton 2.1      |
| Dimensions :          | 12,0 × 11.4 x 2.1 | Poids :                 | 4,0 lbs.        |

## Design
L'aspect extérieur : plastique translucide de couleur verte, avec une poignée facile pour le transport. Ce modèle a ensuite influencé le design de l'iBook G3, avec sa poignée de transport et sa couleur translucide. Le eMate 300 fut arrêté au même moment que le reste de la gamme Newton, en 1998.